# Apteronotus magdalenensis
Apteronotus magdalenensis es una especie de pez perteneciente a la familia de los apteronótidos, endémica de la cuenca de los ríos Magdalena y Cauca, en Colombia.

## Descripción
El macho alcanza 44,9 cm de longitud y la hembra 36,3 cm. Cuerpo alargado de color rosado brillante, a castaño claro o mármol, con manchas negruzcas o color marrón. Hacia tercio caudal la coloración se hacee más oscura y el patrón de manchas más denso. El moteado se intensifica también en la cabeza. La parte anterior del hocico en gran parte libre de manchas. Tiene dos finas bandas de color blanco cremoso, una en el pedúnculo caudal y otra en la punta de la aleta caudal.
Posee un órgano que puede generar descargas eléctricas de 534 a 996 Hz a 27°C.

## Hábitat
Es un pez de agua dulce, bentopelágico y de clima tropical.